# Kastellet (Rønne)
 For alternative betydninger, se Kastellet (flertydig). (Se også artikler, som begynder med Kastellet)
Kastellet ("slottet" tidligere Citadellet) var en del af befæstningen af Rønne. Det var det første monument på Bornholm, der blev beskyttet.
Kastellet blev 1679-1684 bygget på ordre af kong Christian 5. Bygningen lå uden for byens mure, men bag en skanse. Det er en af de ældste bygninger i byen og blev taget i brug d. 23. maj 1689 fem år senere end den ældste bygning i byen, Toldboden fra 1684.
Det runde tårn har en diameter på 18 m, en højde på ti meter og murene er tre og en halv meter tykke. På anden sal stod ti kanoner, der fra 15 åbninger kunne skyde på fjenden i alle retninger, dog ikke samtidigt og kun enkeltvis. Taget blev ombygget ca. 1750 og har siden været kegleformet.
Kastellet blev bygget efter model af tårne på Sardinien og Korsika, hvor de har eksisteret siden det sekstende århundrede.
Senere viste det sig, at man ikke måtte affyre de ti kanoner på samme tid, fordi bygningen var for svag. Derfor ordnede Woldemar Reedtz, at der blev placeret et batteri af kanoner foran rampen. Dette blev kendt som Reedtz' Batteri. I dag er området kendt som Kanondalen.
Kastellet blev herefter kun brugt som depot for våben og ammunition. Fanger blev låst inde på første sal. I tilfælde af pest blev de, der blev smittet, placeret her i karantæne.
Under Anden Verdenskrig (1940-1945) brugte tyske besættelsesstyrken Kastellet som et radiokommunikationstårn. I kælderen var en generator installeret, og på øverste etage var der en antenne. De blev fjernet efter krigen. Russerne, der besatte øen 1945-1946, gjorde ikke brug af det.
Kastellet er nu en del af Bornholms Forsvarsmuseum.